# Xian de Feixiang
Le xian de Feixiang (肥乡县 ; pinyin : Féixiāng Xiàn) est un district administratif de la province du Hebei en Chine. Il est placé sous la juridiction de la ville-préfecture de Handan.

## Démographie
La population du district était de 302 117 habitants en 1999.